# Straßenwirthshaus
Straßenwirthshaus ist ein Gemeindeteil der Gemeinde Haundorf im Landkreis Weißenburg-Gunzenhausen (Mittelfranken, Bayern). Straßenwirthshaus liegt in der Gemarkung Haundorf.

## Lage
Die Einöde liegt ca. acht Kilometer nordöstlich der Stadt Gunzenhausen, nahe der Bundesstraße 466 bei der Einmündung der Kreisstraße WUG 22 nach Seitersdorf. Östlich fließt der Erlbach vorbei.

## Geschichte
1840 bestand der Ort aus zwei Häusern mit zwei Familien und 14 Einwohnern, er war der Pfarrei und Schule Gräfensteinberg angehörig. Straßenwirthshaus gehörte schon vor der Gebietsreform in Bayern zu Haundorf.